# Lili (Tekken)
Emilie "Lili" de Rochefort is een 16-jarig personage uit de computerspelreeks Tekken.
Lili werd door een groep criminelen aangevallen toen ze 12 jaar was, en vanaf die dag werd ze heel agressief en vond ze het leuk andere mensen te pijnigen. Maar voor de ogen van haar vader is ze een echte vrouw die alles doet wat haar vader wil. Toch wist ze dat ze moest kiezen tussen vechten en haar vader, en ging ervandoor om mee te doen aan straatvechten.
Op een dag vond ze een uitnodiging om mee te doen aan de King of Iron Fist Tournament 5 en deed mee, omdat ze wraak voor haar vader - die eerder door hen werd aangevallen - wilde nemen op de Mishima Zaibatsu.